# روفوس ساج
روفوس ساج (بالإنجليزية: Rufus Sage)‏ هو مستكشف أمريكي، ولد في 17 مارس 1817 في كرومويل في الولايات المتحدة، وتوفي بنفس المكان في 23 ديسمبر 1893.